# Ina Aigner

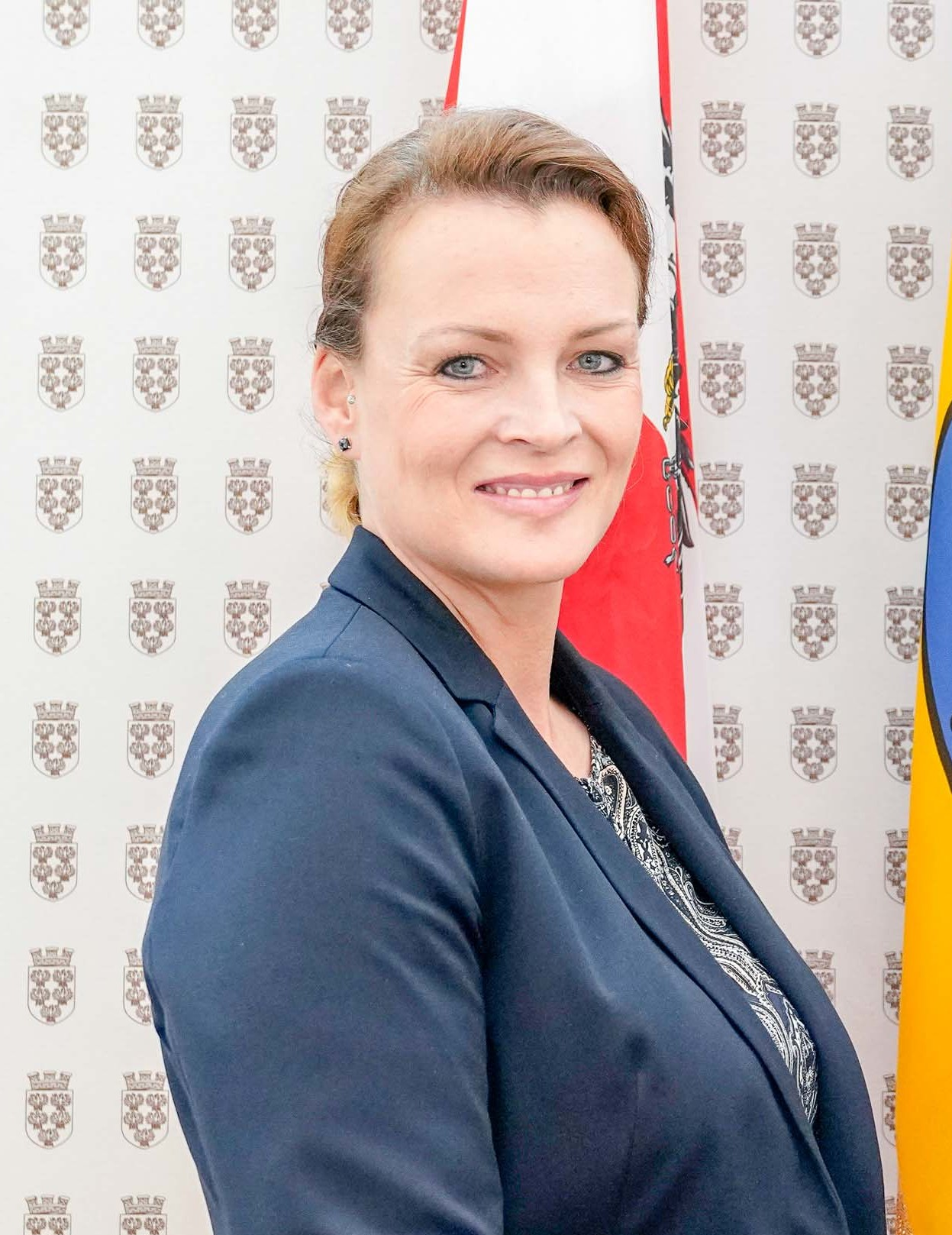
Ina Aigner (2018)

Ina Aigner (* 10. November 1977 in Wien) ist eine österreichische Politikerin der Freiheitlichen Partei Österreichs (FPÖ). Von 14. Dezember 2017 bis 21. März 2018 war sie vom Landtag von Niederösterreich entsandtes Mitglied des österreichischen Bundesrates, vom 22. März 2018 bis zum 22. März 2023 war sie Abgeordnete zum Landtag von Niederösterreich.

## Leben

### Ausbildung und Beruf
Ina Aigner besuchte nach der Volksschule und dem Gymnasium der Schulbrüder in Wien-Strebersdorf die Handelsschule in Stockerau und absolvierte dort eine Lehre zur Bürokauffrau. 2017 begann sie ein Studium der Kulturwissenschaften, Philosophie und Geschichte an der Fernuniversität in Hagen.
Mit der Übernahme eines Gemeinderatmandats 2015 in Leobendorf begann sie eine Laufbahn als Politikerin.
Aigner ist auch als Reitlehrerin aktiv.

### Politik
Seit 2015 ist sie Mitglied des Gemeinderates der Marktgemeinde Leobendorf im Bezirk Korneuburg. Im Dezember 2017 wurde sie vom Landtag von Niederösterreich in den österreichischen Bundesrat entsandt. Sie folgte damit Erich Königsberger nach und wurde für das ursprünglich für Andreas Bors vorgesehene Mandat nominiert.
Nach der Landtagswahl 2018 wechselte sie in der XIX. Gesetzgebungsperiode als Abgeordnete in den niederösterreichischen Landtag, zuständig für Gesundheit, Sport, Umwelt und Tierschutz. Im Juni 2018 wurde sie zur FPÖ-Bezirksobfrau im Bezirk Korneuburg gewählt. 2022 folgte ihr Hubert Keyl als Bezirksobmann nach, Aigner wurde dessen Stellvertreterin. Nach der Landtagswahl 2023 schied sie aus dem Landtag aus. In einem Video rief sie vor der Wahl dazu auf, ÖVP-Landeshauptfrau Johanna Mikl-Leitner zu wählen. Seitens der FPÖ wurde nach der Wahl ein Antrag auf Ausschluss von Aigner aus der Partei gestellt.